# زای‌لب
زای‌لب (انگلیسی: ZyLAB) شرکت نرم‌افزار آمریکایی است، که در سال ۱۹۸۳ تأسیس شد.